# Сельское поселение Данковское (Московская область)
Данковское сельское поселение — упразднённое муниципальное образование бывшего Серпуховского муниципального района Московской области России.

## Общие сведения
Административный центр сельского поселения — местечко Данки. Адрес администрации: 142205, Московская область, Серпуховский район, деревня Бутурлино. Глава Данковского сельского поселения — Владимир Туреев (с 2018 года).
Площадь муниципального образования — 366,49 км².

## История
Образовано в 2006 году в ходе Муниципальной реформы. В состав поселения включена территория трёх сельских округов: Арнеевского, Бутурлинского и Туровского.
Законом Московской области № 220/2018-ОЗ от 14 декабря 2018 года, поселение было упразднено и вместе с другими поселениями Серпуховского муниципального района объединено с городским округом Серпухова в единое муниципальное образование городской округ Серпухов.

## Население
| 2006  | 2007  | 2008  | 2009  | 2010  | 2011  |
| ----- | ----- | ----- | ----- | ----- | ----- |
| 5032  | ↗5285 | ↘5281 | ↗5293 | ↗6146 | ↘6134 |
| 2012  | 2013  | 2014  | 2015  | 2016  | 2017  |
| →6134 | ↘6091 | ↗6115 | ↘6113 | ↗6143 | ↘6060 |
| 2018  | 2019  |       |       |       |       |
| ↘6048 | ↘5928 |       |       |       |       |

## География
Данковское поселение граничит на юге с Липицким поселением, Пущинским городским округом и Ясногорским районом Тульской области, на западе граничит с Серпуховом, Дашковским поселением и Васильевским поселением, на севере граничит с Чеховским районом, а на востоке со Ступинским районом Московской области. Южная граница поселения проходит по Оке. Помимо Оки, по территории Данковского муниципального образования протекает множество рек, среди которых Лопасня, Речма, Сушка, Елинка, Тоденка.

## Состав сельского поселения

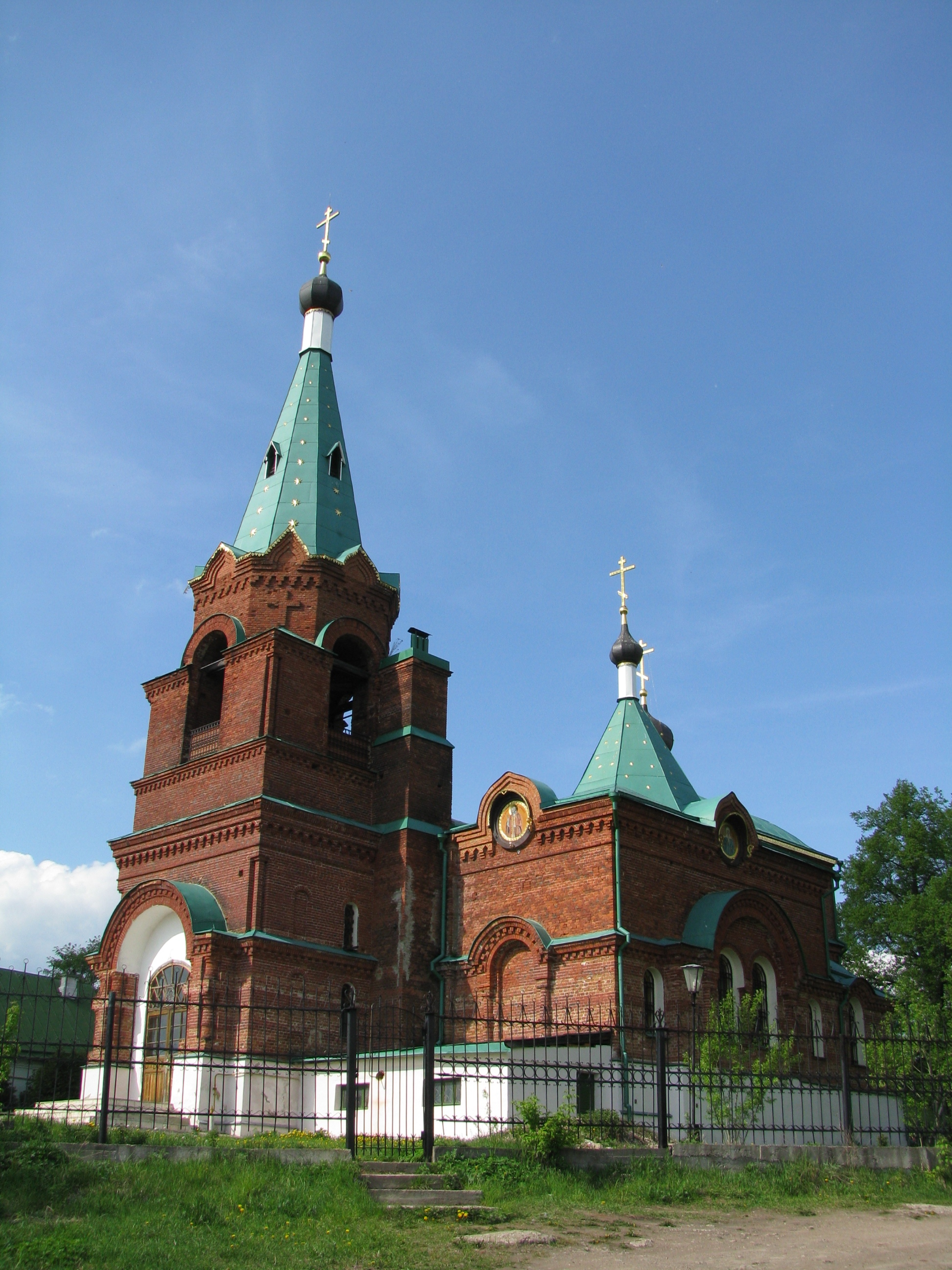
Церковь Николая Чудотворца в деревне Бутурлино

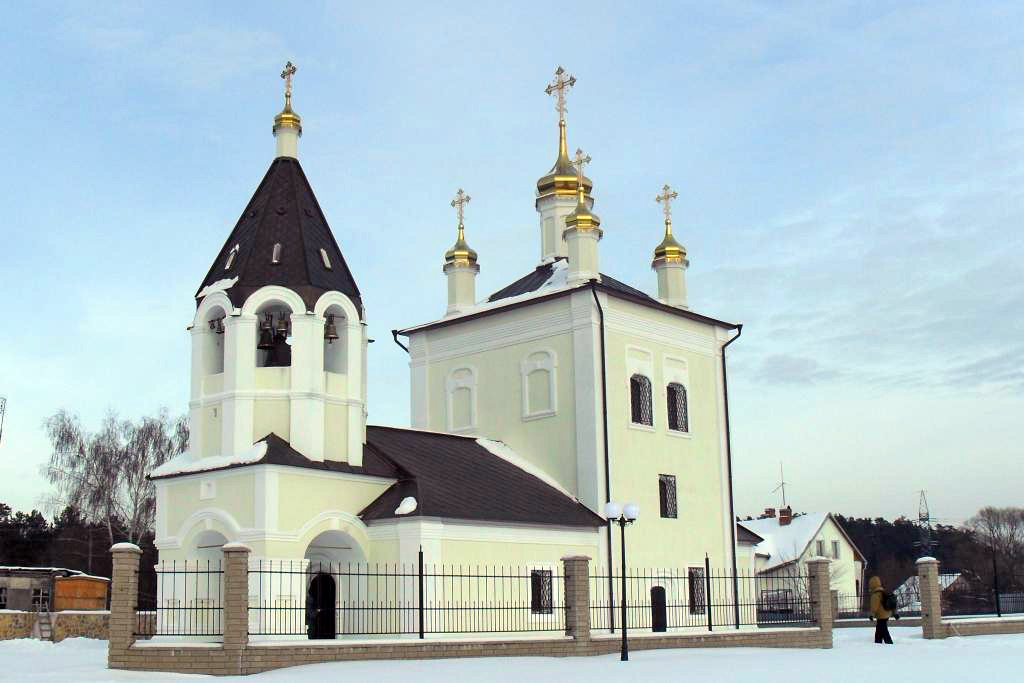
Церковь Святой Троицы в деревне Лужки была построена в 1756 году по инициативе серпуховского купца Василия Григорьевича Кишкина

| №  | Населённый пункт                        | Тип населённого пункта           | Население |
| -- | --------------------------------------- | -------------------------------- | --------- |
| 1  | Арнеево                                 | деревня                          | ↗262      |
| 2  | Байденки                                | деревня                          | ↗5        |
| 3  | Барыбино                                | деревня                          | ↗35       |
| 4  | Борисово                                | деревня                          | ↗667      |
| 5  | Бутурлино                               | деревня                          | ↘1316     |
| 6  | Воскресенки                             | деревня                          | ↗7        |
| 7  | Всходы                                  | деревня                          | ↗7        |
| 8  | Данки                                   | местечко, административный центр | ↗2120     |
| 9  | Енино                                   | село                             | ↗6        |
| 10 | Зиброво                                 | деревня                          | ↗20       |
| 11 | Игумново                                | село                             | ↘152      |
| 12 | Карпова Поляна                          | местечко                         | ↘119      |
| 13 | Костино                                 | деревня                          | ↗24       |
| 14 | Левашово                                | деревня                          | ↗69       |
| 15 | Левое Ящерово                           | деревня                          | ↗28       |
| 16 | Лужки                                   | деревня                          | ↗105      |
| 17 | Малое Ящерово                           | деревня                          | →4        |
| 18 | Манишки                                 | деревня                          | ↗8        |
| 19 | Мартьяново                              | деревня                          | ↗31       |
| 20 | Никифорово                              | деревня                          | ↘154      |
| 21 | Новинки-Бегичево                        | деревня                          | ↗59       |
| 22 | Палихово                                | деревня                          | ↗86       |
| 23 | Петрухино                               | деревня                          | ↗7        |
| 24 | Погари                                  | деревня                          | ↗15       |
| 25 | Пограничный (бывший ЦУС «Серпуховский») | посёлок                          |           |
| 26 | Правое Ящерово                          | деревня                          | ↗25       |
| 27 | Прилуки                                 | деревня                          | ↗23       |
| 28 | Республика                              | деревня                          | ↘4        |
| 29 | Родники                                 | деревня                          | →1        |
| 30 | Свиненки                                | деревня                          | ↘4        |
| 31 | Сераксеево                              | деревня                          | ↗11       |
| 32 | Соймоново                               | деревня                          | ↘0        |
| 33 | Турово                                  | село                             | ↘772      |

Кроме перечисленных населённых пунктов на территории сельского поселения Данковское расположен закрытый военный посёлок Серпухов-13 (население ок. 750 чел.), расположенный в 2 км севернее местечка Данки.

## Экономика и инфраструктура
По территории сельского поселения проходят федеральная трасса М2 «Крым», шоссе Серпухов — Турово и Серпухов — Новинки.
Основные отрасли экономики — сельское хозяйство, строительство, производство пластмасс, туризм. Крупнейшие предприятия муниципалитета: Управление магистральными газопроводами, Мостоотряд-99, ЗАО «СЕДО», «Узденпласт». Туристы, посещающие Данковское поселение, могут воспользоваться услугами местных отелей. В гостиничном бизнесе присутствует отель «Енино».
- В соответствии со сметой доходов и расходов Данковского сельского поселения, доходы в 2008 году составили 25114,3 тыс. рублей. Сумма расходов за тот же период — аналогична.

## Достопримечательности

Аллея журналистов в посёлке Пограничный

- На территории муниципального образования находятся следующие культурные памятники:
  - Борисоглебская церковь в Енине  Объект культурного наследия № 5000002660№ 5000002660
  - Церковь Казанской иконы Божией Матери в Новинках  Объект культурного наследия № 5000002677№ 5000002677
  - Церковь Рождества Пресвятой Богородицы в Турове (церковь Илии Пророка)  Объект культурного наследия № 5010499006№ 5010499006
  - Храм Флора и Лавра в Игумнове (с приделом во имя Святого Саввы Сербского — единственная в России)[22]
  - Храм Святителя Николая в Бутурлине — одна из первых каменных приходских церквей  Объект культурного наследия № 5000002640№ 5000002640
  - Храм Святителя Николая в Сушках  Объект культурного наследия № 5010498000№ 5010498000
- В селе Турове, на склоне горы, расположен памятный знак о переправе в 1380 году русского войска, направлявшегося к Куликову полю.
- На территории посёлка Пограничный находится Аллея журналистов, разбитая 3 мая 2008 года членами Серпуховского отделения Союза журналистов России.
- Достопримечательностью Данковского поселения является «Поляна невест», расположенная в местечке Карпова Поляна. Поляна невест — традиционное место проведения свадебных ритуалов.

### Приокско-Террасный заповедник
Главной достопримечательностью поселения и всего района является Приокско-Террасный государственный природный биосферный заповедник — особо охраняемая природная территория Российской Федерации. Расположен на левом берегу Оки. Заповедник состоит из одного кластера и занимает площадь около 5000 га, являясь одной из самых маленьких природоохранных территорий России. Вокруг границ заповедника находятся населённые пункты: местечко Данки, деревни Республика, Лужки, Родники и Зиброво. В 12 километров к западу от заповедника расположен Серпухов, к югу примыкают земли совхозов «Серпуховский» и ФГУП «Туровский», с севера, запада и востока окружают леса опытно-производственного лесохозяйственного объединения «Русский лес».
Заповедник был создан в 1945 году. Первое время он был частью Московского заповедника. В 1948 году Московский заповедник был преобразован в пять самостоятельных заповедников, одним из которых стал Приокско-Террасный. В 1951 году четыре заповедника были упразднены, и Приокско-Террасный заповедник остался единственным заповедником в Московской области. В 1966 году площадь заповедника была несколько расширена. В 1978 году заповедник получил статус биосферного, и его задачи расширились, в связи с чем в 1983 году была основана станция комплексного фонового мониторинга, задачами которой являются метеорологические наблюдения и мониторинг загрязняющих веществ, попадающих на территорию заповедника через воздух и осадки.

## Герои Великой Отечественной войны
- И. А. Малов (Бутурлино)
- П. И. Петров (Енино)